# Persoonlijke ontwikkeling
Het gebied van de persoonlijke ontwikkeling betreft alles rondom de ontwikkeling van het zelfbewustzijn, de identiteit, het eigen talent en potentieel, het vergroten van de kwaliteit van het leven en het realiseren van dromen en aspiraties. Dit zowel in persoonlijke als in zakelijke omgeving. Persoonlijke ontwikkeling vindt het hele leven plaats.
Persoonlijke ontwikkeling bestaat onder andere uit:
- het vergroten van het zelfbewustzijn;
- het vergroten van zelfkennis;
- het verbeteren of leren van communicatieve en sociale vaardigheden;
- het opbouwen of versterken van zelfvertrouwen;
- het ontwikkelen van eigen krachten en talenten;
- het identificeren en/of vergroten van het menselijk kapitaal (binnen organisaties);
- het verbeteren van de levensstijl en/of de kwaliteit van leven;
- het verbeteren van de fysieke gezondheid;
- het verbeteren van de financiële gezondheid;
- het realiseren van dromen, aspiraties en levensdoelen;
- het vormgeven en uitvoeren van een persoonlijk ontwikkelingsplan.

Ook het ontwikkelen van anderen valt in het gebied van de persoonlijke ontwikkeling, zoals dit bijvoorbeeld wordt gedaan door coaches, leraren, adviseurs, gidsen en mentoren.
Daarnaast wordt het begrip tevens gebruikt als classificatie voor alle methoden, programma's, tools, technieken en beoordelingssystemen die bijdragen aan de ontwikkeling van mensen binnen organisaties. Persoonlijke ontwikkeling wordt momenteel zowel veel beschreven in wetenschappelijke publicaties als management boeken. Om de voortgang van de persoonlijke ontwikkeling te meten, kennen veel systemen een set criteria om doelen, eindpunten en voortgang te kunnen kwantificeren. Een voorbeeld hiervan is de zelfconfrontatiemethode (ookwel ZKM), die hiervoor een wetenschappelijke correlatiemethode gebruikt.

## Oorsprong
In het Westen vormde de Griekse filosoof Aristoteles (384 BC – 322 BC) het beeld rondom persoonlijke ontwikkeling. In zijn Ethica Nicomachea definieerde hij persoonlijke ontwikkeling als phronesis of praktische wijsheid, waarvan het beoefenen ervan zou moeten leiden tot eudaimonia, meestal vertaalt als "geluk", maar accurater vertaalt als "het bloeien van de mens" of "een goed leven". Zijn ideeën beïnvloeden nog steeds het Westerse beeld van persoonlijke ontwikkeling. Aspecten hiervan komen onder andere terug in hoe men kijkt naar de economie en in positieve psychologie.
Ook Michel Foucault beschrijft in zijn boek De zorg voor zichzelf dat de volgende technieken voor epimelia (aandacht, zorg voor zichzelf) werden gebruikt in het oude Griekenland en Rome: het volgen van bepaalde diëten, lichaamsbeweging, seksuele onthouding, nadenken en beschouwen, bidden en biechten. Sommige van deze zaken zijn ook overgenomen in verschillende stromingen van het christendom.
In de Chinese traditie legde Confucius, ca. 551 BC – 479 BC, eveneens een fundament voor een levensfilosofie die nog steeds aangehangen wordt in met name China en Oost-Azië. Zijn ideeën komen vooral terug in zaken als familiewaarden, onderwijs en management. In zijn boek de Grote Leer beschrijft hij dat men eerst moet komen tot een cultivering van 'het zelf' door het 'onderzoek der dingen' alvorens te komen tot wereldvrede. Zie de pagina Grote Leer voor de onderliggende stappen.

Degenen die in de oudheid de stralende deugd wilden manifesteren in de wereld brachten eerst de regering van hun land in orde. (古之欲明明德於天下者先治其國).
Degenen die de regering van hun land in orde wilden brengen reguleerden eerst hun eigen familie. (欲治其國者先齊其家).
Degenen die hun eigen familie wilden reguleren cultiveerden eerst zichzelf. (欲齊其家者先修其身).
Degenen die zichzelf wilden cultiveren corrigeerden eerst hun hart. (欲修其身者先正其心).
Degenen die hun hart wilden corrigeren rechtten eerst hun wil. (欲正其心者先誠其意).
Degenen die hun wil wilden rechten vervolmaakten eerst hun kennis. (欲誠其意者先致其知).
De volmaking van wijsheid is gelegen in het onderzoek der dingen. (致知在格物).

In yoga spelen sinds het begin ca. 3000 jaar geleden in India technieken zoals meditatie, ademhaling en het stretchen in diverse lichaamshoudingen een belangrijke rol in de vorming van het zelfbewustzijn en de persoonlijke ontwikkeling. Tevens had men in het oude India het doel om de 'sat-sit-ananda' staat te bereiken, een staat waarin wijsheid, geluk en (bewust)zijn tegelijk aanwezig waren. In China komt persoonlijke ontwikkeling terug in onder andere de vechtsporten Wushu en Tai chi, waarin traditionele Chinese technieken zoals ademhaling, qi en meditatie een rol spelen, evenals Chinese geneeswijzen, het volgen van diëten,  massages en acupunctuur.
De twee filosofen Aristoteles en Confucius zijn de belangrijkste bronnen van wat persoonlijke ontwikkeling is geworden in de 21e eeuw, met daarin zowel Westerse als Oosterse tradities.

## Invalshoeken

### Psychologie
In de psychologie werd persoonlijke ontwikkeling een onderwerp toen Alfred Adler (1870–1937) en Carl Jung (1875–1961) zich er mee bezig gingen houden.
Adler weigerde om de psychologie te beperken tot sec de psychoanalyse, waarmee hij het punt maakte dat aspiraties gaan over vooruit kijken en zich niet laten limiteren tot de ervaringen die men als kind had en drijfveren waar men zich niet bewust van is. Hij kwam ook met de concepten zelfbeeld en levensstijl, dat hij definieerde iemands persoonlijke benadering bij het ondervinden van uitdagingen en problemen in het leven.
Carl Jung droeg bij met zijn individuatie concept, het proces waarin men groeit tot volwassene en waarbij de mens zich bewust wordt van zijn uniekheid tegenover anderen. Het doel van individuatie is volgens zijn opvatting zichzelf te leren kennen, wat leidt tot zelfverwerkelijking. Het kan worden omschreven als bewustzijnsverruiming, en die is zeer belangrijk bij de ontwikkeling van de persoonlijkheid. Individuatie, zo stelt Jung, het zo volledig mogelijk verwerkelijken van wat er in je zit, is het belangrijkste doel in ons leven.
Daniel Levinson (1920–1994) ontwikkelde Jung's concept van "levensfases" verder en includeerde een sociologisch perspectief. Levinson stelde dat persoonlijke ontwikkeling gedurende het leven wordt voortgestuwd door iemands aspiraties, wat hij "de Droom" noemde:

Wat ook de aard zijn Droom is, een jongeman heeft de ontwikkelingstaak om het een bredere definitie te geven en manieren te vinden zijn droom te leven. Het maakt een groot verschil in zijn groei of dat zijn initiële levensstructuur coherent en verweven is met zijn Droom, of juist tegenover gesteld daaraan. Als de Droom onverbonden blijft met zijn leven kan die simpelweg afsterven, en tegelijk daarmee ook zijn gevoel van levendigheid en zingeving.

De oorspronkelijke zeven levensfases in Levinsons model zijn hierbij door sociologische en maatschappelijke ontwikkelingen flink veranderd.
Onderzoek door Albert Bandura naar het bereiken van doelen toonde aan dat het hebben van een sterk geloof in het eigen kunnen de onderscheidende factor is in het bereiken van doelen en het hebben van succes, ook al hebben mensen dezelfde kennis en kunde. Volgens Bandura functioneert zelfvertrouwen als een sterke indicator voor succes omdat:
1. het je de verwachting geeft te slagen
2. het je in staat stelt risico's te nemen en uitdagende doelen te stellen
3. het je helpt om door te zetten ook al lukte het de eerste keer niet
4. het je helpt emoties en angst onder controle te houden wanneer het moeilijk wordt

In 1998 won Martin Seligman de jaarlijkse verkiezing tot President van de American Psychological Association en stelde een focus voor op positieve psychologie:

We hebben ontdekt dat er een reeks menselijke eigenschappen is die beschermt tegen geestesziekten: moed, optimisme, sociaal vaardigheid, ethiek op het werk, hoop, eerlijkheid en volharding. Een groot stuk van de preventie van geestesziekten zal er uit bestaan om een wetenschap te ontwikkelen over de kracht van de mens, met als missie om deze eigenschappen te bevorderen bij jonge mensen.

### Hoger onderwijs
Persoonlijke ontwikkeling is zowel in het Westen als Oosten onderdeel van het hoger onderwijs, waarbij in het technisch onderwijs gemiddeld minder aandacht wordt gegeven aan de ontwikkeling van het individu. Wilhelm von Humboldt, die in 1949 de universiteit van Berlijn stichtte, zei over persoonlijke ontwikkeling: … als er één ding is dat vrijheid van denken vraagt van het individu, dan is het precies het onderwijs dat tot doel heeft het individu te ontwikkelen. 
Gedurende de jaren zestig leidde de grote toename van het aantal Amerikaanse studenten tot onderzoek naar de behoefte van studenten aan persoonlijke ontwikkeling. Arthur Chickering definieerde zeven facetten van persoonlijke ontwikkeling voor jong volwassenen aan het begin van hun opleiding:
1. competentie-ontwikkeling
2. het managen van emoties
3. het bereiken van autonomie en onafhankelijkheid
4. het ontwikkelen van volwassen relaties
5. het ontwikkelen van een persoonlijke identiteit
6. het ontwikkelen van een levensdoel
7. het ontwikkelen van integriteit

In het Verenigd Koninkrijk kreeg persoonlijke ontwikkeling een centrale plaats in het universitaire beleid met het verschijnen van het Dearing Report in 1997. Hierin werd gesteld dat het academisch onderwijs verder diende te gaan dan de reguliere inhoud en tevens aandacht diende te geven aan persoonlijke ontwikkeling. Daarop publiceerde in 2001 de universitaire Quality Assessment Agency een leidraad voor het stimuleren van persoonlijke groei, waarin dit werd gedefinieerd als:
* een geleid en gestructureerd proces dat door een individu wordt doorlopen om te reflecteren op zijn eigen leerproces, performance en resultaten en om zijn verdere persoonlijke, studie en carrièreontwikkeling te plannen;
* doelen die specifiek relateren aan de ontwikkeling van de student; hun vermogen te vergroten om te begrijpen wat en hoe ze leren, en bij hen het vermogen te kweken om hun eigen leerproces te kunnen reviewen en te plannen en er verantwoordelijkheid voor te nemen
In de jaren negentig begonnen business schools programma's op te zetten specifiek gericht op persoonlijke ontwikkeling op het gebied van leiderschap en carrière. In 1998 zette de European Foundation for Management Development het accreditatiesysteem EQUIS op, dat definieerde dat persoonlijke groei een onderdeel moet zijn van het leerproces door stages, projecten in teams en door het deelnemen aan buitenlandse uitwisselingsprogramma's.
Het eerste certificaat voor persoonlijke ontwikkeling binnen business schools werd uitgereikt in 2002 in Marseilles aan een partnership tussen Metizo, een adviesbureau op het gebied van persoonlijke ontwikkeling, en de Euromed Management School: studenten moeten hier niet alleen opdrachten voltooien maar ook zelfbewustzijn demonstreren en competenties op het gebied van persoonlijke ontwikkeling.
Onderwijs op het gebied van persoonlijke ontwikkeling wordt in het de academische wereld inmiddels meestal geassocieerd met business schools. Research op het gebied van persoonlijke ontwikkeling heeft meestal links met andere academische disciplines:
- onderwijskunde voor vragen op het gebied van leren en assessment;
- psychologie voor motivatie en persoonlijkheid;
- sociologie voor identiteit en sociale netwerken;
- economie voor menselijk kapitaal en economische waarde;
- filosofie voor ethiek en zelfreflectie.

### De werkplek
Abraham Maslow (1908–1970) stelde in zijn hiërarchie van basisbehoeften (Piramide van Maslow) zelfactualisatie aan de top, dat door hem werd gedefinieerd als:
… het verlangen om meer en meer te worden wat men is, om alles te worden dat iemand in staat is te worden.
Aangezien Maslow zelf geloofde dat maar een kleine minderheid van de mensen zichzelf actueerden - hij schatte 1 procent - had dat de consequentie dat organisaties zelfactualisatie of persoonlijke ontwikkeling gingen zien als iets dat in alleen in de top voorkwam, terwijl baanzekerheid en goede werkomstandigheden dan in de behoefte zou voorzien van het grootste gedeelte van de reguliere medewerkers. Onder invloed van de globalisering van organisaties en arbeidsmarkten, verschoof deze zienswijze echter en werd persoonlijke ontwikkeling meer en meer iets voor ieder individu dat daar voor open stond. In 1999 schreef management specialist Peter Drucker in Harvard Business Review:

We leven in een tijdperk van ongekende mogelijkheden: als je ambitie hebt en talent, kan je de top bereiken van het door jou gekozen beroep, ongeacht waar je begonnen bent. Maar met die mogelijkheid komt ook een verantwoordelijkheid. Tegenwoordig managen bedrijven geen carrièrepaden meer; kenniswerkers moeten hun eigen CEO zijn. Het is aan jezelf om je plek vorm te geven, te bepalen wanneer je je koers wilt veranderen en om jezelf betrokken en productief te houden in je werkende leven dat wel 50 jaar kan duren.

De hoogleraren management Sumantra Ghoshal van de London Business School en Christopher Bartlett van de Harvard Business School schreven in 1997 dat bedrijven mensen individueel moeten managen en eigenlijk een nieuw contract met hen zouden moeten aangaan. Aan de ene kant moeten bedrijven erkennen dat persoonlijke ontwikkeling economische waarde creëert: "de prestatie in de markt wordt niet bepaald door een alwetende top van managers, maar door het initiatief, de creativiteit en de kunde van alle medewerkers". Aan de andere kant zouden medewerkers moeten erkennen dat hun werk tevens persoonlijke ontwikkeling bevat en "... ze de inspirerende kracht van continue persoonlijke ontwikkeling zouden moeten omarmen". In deze zelfde lijn werd onderkend dat vrouwen hierbij andere behoeften hebben dan mannen. De verschuiving naar het persoonlijke individu ging verder; in 2003 werd aangetoond dat individuen de werkende carrière beginnen te zien als onderdeel van de persoonlijke ontwikkeling en lifestyle, en dat daarin bewuste keuzes kunnen worden gezet op basis van de eigen wensen.
Programma's voor persoonlijke ontwikkeling binnen bedrijven kunnen worden ingedeeld in twee categorieën: tertiaire arbeidsvoorwaarde voor medewerkers en strategische investering.
In het eerste geval is het doel de tevredenheid, motivatie en loyaliteit van de medewerker te verhogen. Enquêtes onder het personeel helpen het bedrijf om de behoeftes van het personeel vast te stellen en resulteert vaak in een aanbod van cursussen waar medewerkers uit kunnen kiezen. Deze cursussen gaan typisch over:
- balans tussen werk en privé
- tijdsmanagement
- stressmanagement
- gezondheidsprogramma's
- coaching en advies

Veel van deze programma's lijken op programma's die de medewerkers ook buiten het werk om zouden kunnen doen zoals: yoga, sport, vechtsporten, geldmanagement, positieve psychologie, toegepaste filosofie etc.
Als een investering hebben de programma's tot doel het menselijk kapitaal te vergroten of de productiviteit, het innovatievermogen of de kwaliteit te bevorderen. Voorstanders zien deze persoonlijke ontwikkelingsprogramma's niet als kosten, maar als investering die een strategisch resultaat oplevert. Voor dit type cursussen worden medewerkers meestal geselecteerd al naargelang hun waarde voor en potentie in het bedrijf.
Dit wordt meestal ondergebracht in een human resource-systeem. Het bedachte traject wordt hierbij vaak vastgelegd in een persoonlijk ontwikkelingsplan en de voortgang wordt gemeten met instrumenten zoals een competentie-grid en een "360-graden feedback"-enquête ingevuld door collega's.

## Als bedrijfstak
Persoonlijke ontwikkeling is inmiddels een eigen bedrijfstak geworden waarin diverse zakelijke modellen worden toegepast. De belangrijkste twee zijn business-to-consumer en business-to-business; er zijn echter twee nieuwe vormen in opkomst: consumer-to-business en consumer-to-consumer.

### Business-to-consumer-markt
Dit is de klassiekere markt waarin het initiatief meestal uitgaat van de individuele persoon. De vorm betreft meestal een boek, (online) cursus, of (serie van) workshop(s).
Moderner aanbod gaat over:
- fysieke gezondheid
- financiële gezondheid
- timemanagement
- lifecoaching
- transformatie

Klassiekere voorbeelden zijn:
- assertiviteitstrainingen
- yoga
- meditatie
- sommige vechtsporten

Aanbieders zijn talloze grotere en kleinere bedrijven.

### Business-to-business-markt
Deze markt is erop gericht om binnen bedrijven en overheden mensen effectiever te maken, meer te laten halen uit hun potentieel, hen klaar te stomen voor een volgende taak en strategische wijzigingen of cultuurveranderingen door te voeren. Het initiatief wordt meestal genomen vanuit de betreffende organisatie, die vervolgens samen met de betreffende persoon het ontwikkelingstraject vormgeeft en soms formaliseert in een persoonlijk ontwikkelingsplan. Een goed scholingsbeleid maakt je namelijk een aantrekkelijkere werkgever. Daarnaast draagt het bij aan zowel het behouden en ontwikkelen van huidig personeel, als aan het aantrekken van nieuwe medewerkers. Onderwerpen zijn vaak naast de eerder genoemde individuele onderwerpen ook vaak zaken als (effectief) management, efficiënt en doelgericht werken, conflictbeheersing en executive coaching.
Aanbieders zijn in structureel verband vaak grotere (consulting)firma's en in kleiner verband vaak individuele coaches.